# Dimetoxianfetamina
A 2,5-dimetoxi-4-metil-anfetamina ou DOM (nome de rua: STP) é uma anfetamina alucinógena sintetizada em 1963 pelo químico e farmacólogo Alexander Shulgin. Seu poder alucinógeno é menor que o LSD e 100 vezes maior que a mescalina.

## Outros nomes
Também é conhecida como STP, DOM, e dimetoxianfetamina.

## Efeitos do uso
Seu pico de efeito ocorre após 3 a 4 horas da ingestão. Uma dose de 10 mg pode durar de 16 horas até um dia inteiro. Seus principais efeitos no organismo incluem taquicardia, sudorese, hipertensão, midríase e distorções visuais.